# 冲巴雍错
冲巴雍错（藏語：གྲུམ་པ་གཡུ་མཚོ，威利转写：grum pa g.yu mtsho，THL：Drumpa Yumtso，藏语拼音：Chumba Yumco）位于中国西藏自治区日喀则市康马县境内，地处康马县南部，喜马拉雅山北坡。湖面海拔4540米，面积12.3平方公里。湖区年均气温2～4℃，年降水量300～400毫米。属雅鲁藏布江流域，湖水主要靠地表径流补给，湖水从北端流出注入冲巴涌曲。